# Vanessa Angustia Gómez
María Vanessa Angustia Gómez, née le 11 août 1980, est une femme politique espagnole membre de Izquierda Unida.

## Biographie

### Vie privée
Elle est célibataire.

### Carrière politique
Le 20 décembre 2015, elle est élue sénatrice pour Pontevedra au Sénat et réélue en 2016.
Au Sénat, elle est porte-parole adjointe du groupe parlementaire Unidos Podemos et porte-parole du groupe à la commission de l'Agriculture, de la Pêche et de l'Alimentation.